# 1996年アトランタオリンピックのウガンダ選手団
1996年アトランタオリンピックのウガンダ選手団（1996ねんアトランタオリンピックのウガンダせんしゅだん）は、1996年7月19日から8月4日にかけてアメリカ合衆国のジョージア州アトランタで開催された1996年アトランタオリンピックのウガンダ選手団、およびその競技結果。

## 概要
今大会は銅メダル1個、合計1個のメダルを獲得した。

## メダル
| メダル | 選手名           | 競技 | 種目     |
| ------ | ---------------- | ---- | -------- |
| 銅     | デービス・カモガ | 陸上 | 男子400m |